# Ньикен
Ньикен (исп. Ñiquén) — коммуна в Чили. Административный центр коммуны — посёлок Сан-Грегорио-де-Ньикен. Население — 1143 человека (2002). Посёлок и коммуна входит в состав провинции Пунилья и области Ньюбле.
Территория коммуны — 493,1 км². Численность населения — 10 545 жителей (2007). Плотность населения — 21,39 чел./км².

## Расположение
Посёлок Сан-Грегорио-де-Ньикен расположен в 44 км северо-восточнее административного центра области — города Чильян.
Коммуна граничит:
- на северо-востоке — с коммуной Парраль
- на юго-востоке — с коммуной Сан-Фабиан
- на юго-западе — с коммуной Сан-Карлос
- на северо-западе — с коммуной Каукенес

## Демография
Согласно сведениям, собранным в ходе переписи Национальным институтом статистики,  население коммуны составляет 10 545 человек, из которых 5344 мужчины и 5201 женщина.
Население коммуны составляет 0,53 % от общей численности населения области Био-Био. 91,26 %  относится к сельскому населению и 8,74 % — городское население.